# Amt Boizenburg-Land
La comunità amministrativa di Boizenburg-Land (Amt Boizenburg-Land) si trova nel circondario di Ludwigslust-Parchim nel Meclemburgo-Pomerania Anteriore, in Germania.

## Suddivisione
Comprende i comuni:
1. Bengerstorf (542)
2. Besitz (460)
3. Brahlstorf (712)
4. Dersenow (488)
5. Gresse (727)
6. Greven (736)
7. Neu Gülze (785)
8. Nostorf (1 204)
9. Schwanheide (723)
10. Teldau (932)
11. Tessin bei Boizenburg (404)

(Abitanti il 31 dicembre 2022)
Il capoluogo è Boizenburg/Elbe, esterna al territorio della comunità amministrativa.